# Хусу, Микко
Микко Хусу (фин. Mikko Husu; 30 сентября 1905 года, Куусанкоски, Великое княжество Финляндское — 13 июня 1977 года) — финский лыжник, чемпион мира.

## Карьера
За свою карьеру принимал участие в двух чемпионатах мира, на чемпионате мира 1935 года в Высоких Татрах завоевал золотую медаль в эстафетной гонке в команде вместе с Суло Нурмелой, Клаэсом Карппиненом и Вяйнё Лиикканеном, на том же чемпионате стал 4-м в гонке на 50 км, 1,5 минуты уступив в борьбе за бронзу норвежцу Трюгве Бродалю. Спустя три года принял участие в  чемпионате мира 1938 года в Лахти, но в гонке на 18 км занял лишь 58-е место.